# Rillenstein bei Spreckel

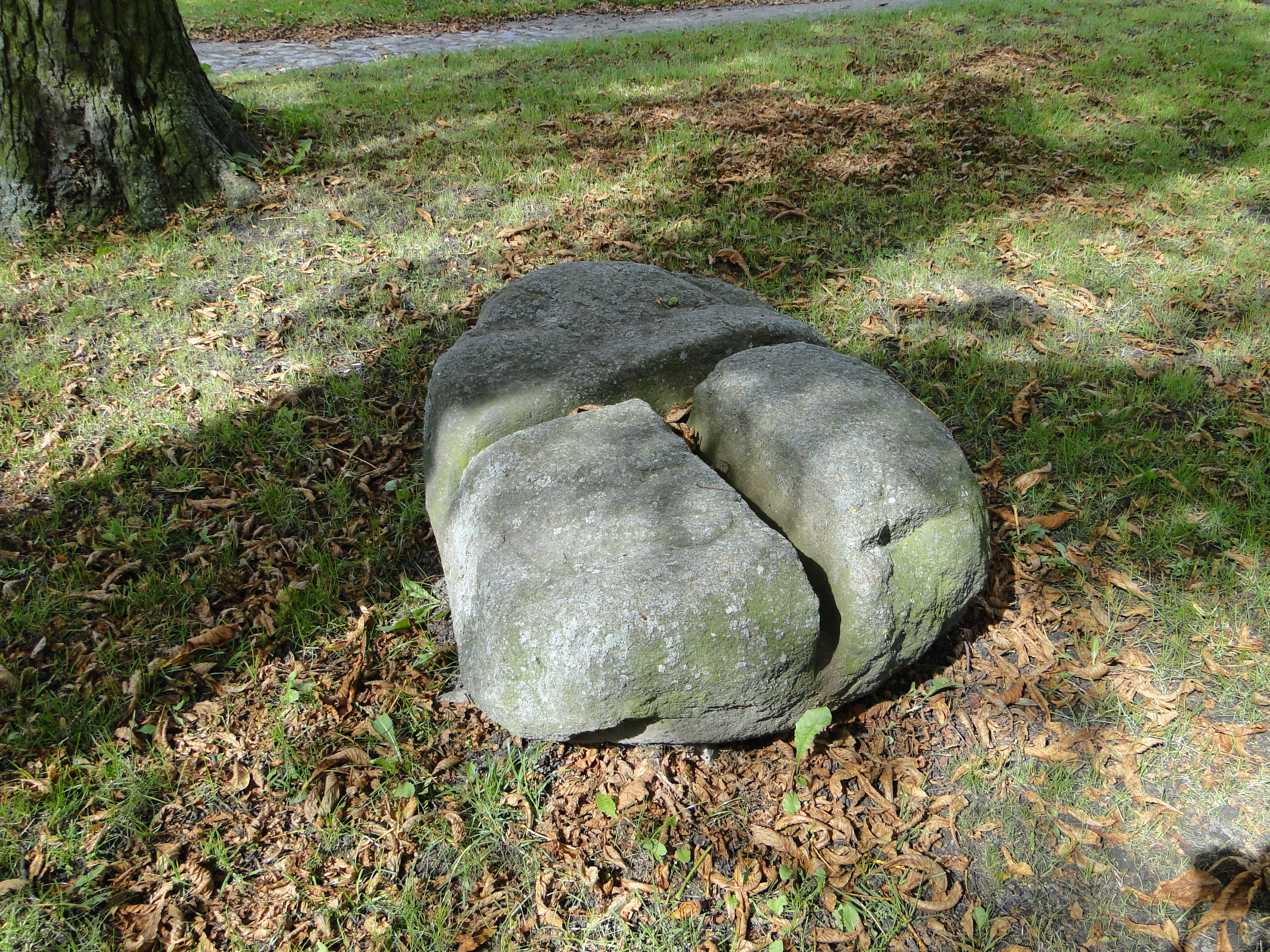
Der Rillenstein von Mollenstorf, als typisches Muster

Der Rillenstein bei Spreckel liegt im Ackerland, etwa 500 m südöstlich des Ortes, 250 m südlich der Straße unter einer Hochspannungsleitung in Wetschen im Landkreis Diepholz in Niedersachsen. 
Der Stein liegt am Rande eines großen ovalen Hügels von etwa 1,7 m Höhe und 45 m Durchmesser. Nach Jürgen Deichmüller handelt es sich wahrscheinlich um einen vorgeschichtlichen Hügel mit mittelsteinzeitlichem Siedlungshorizont. In dem großen rundlichen Findling befindet sich auf der Oberseite eine 13 cm tief eingehauene Rille von etwa 30 cm Länge. 
Ähnliche Rillensteine sind in größerer Anzahl bekannt geworden, ohne dass in jedem Fall die Bedeutung der Steine archäologisch geklärt werden konnte. Bei einigen kann jedoch eine kultische Bedeutung als gesichert gelten (Opferstein von Melzingen). Detlef Schünemann zählt den Rillenstein bei Spreckel zu denjenigen, bei denen hinsichtlich des „Alters der Rinne“ Vorbehalte bestehen. 